# Gulnaz Jatuntseva
Gulnaz Jatuntseva (en ruso: Гульназ Хатунцева; nacida Gulnaz Badykova, Chekmagush, 21 de abril de 1994) es una deportista rusa que compite en ciclismo en las modalidades de pista, especialista en las pruebas de persecución por equipos y puntuación, y ruta.
Participó en los Juegos Olímpicos de Tokio 2020, obteniendo una medalla de bronce en la prueba de madison (junto con Mariya Novolodskaya).
Ganó seis medallas en el Campeonato Europeo de Ciclismo en Pista, entre los años 2013 y 2021.

## Medallero internacional
| Juegos Olímpicos   | Juegos Olímpicos          | Juegos Olímpicos  | Juegos Olímpicos        |
| Año                | Lugar                     | Medalla           | Competición             |
| ------------------ | ------------------------- | ----------------- | ----------------------- |
| 2020               | Tokio ( Japón)            | Medalla de bronce | Madison                 |
| Campeonato Europeo |                           |                   |                         |
| Año                | Lugar                     | Medalla           | Competición             |
| 2013               | Apeldoorn ( Países Bajos) | Medalla de bronce | Persecución por equipos |
| 2015               | Grenchen ( Suiza)         | Medalla de plata  | Persecución por equipos |
| 2017               | Berlín ( Alemania)        | Medalla de plata  | Puntuación              |
| 2018               | Glasgow ( Reino Unido)    | Medalla de plata  | Madison                 |
| 2018               | Glasgow ( Reino Unido)    | Medalla de bronce | Puntuación              |
| 2021               | Grenchen ( Suiza)         | Medalla de oro    | Puntuación              |